# ポリフォニックシンセサイザー
ポリフォニックシンセサイザー とは、シンセサイザーの中で和音を奏でる機能を有する機種に対する呼称。

## 概要
シンセサイザーは、市場に出回り始めた当初（1960年代後半～1970年代前半）は、原則として「モノフォニック（単音）」の楽器だった。
通常のキーボードの場合、各鍵がそれぞれに対応した個別の音源と連動しており、例えばピアノは鍵を叩くと対応したハンマーが動いて対応した弦を叩く構造となっている。気鳴楽器であるオルガンも少なくともすべての鍵に対応する数のパイプを具えている。これに対して初期のシンセサイザーは、任意の鍵を弾くと、その音高に対応した制御用の電圧が共通の音源部に送信されて音を発生させる仕組みであり、電圧制御の関係上、鍵の数とは関係なく基本的に単音しか発音出来なかった。そのため、特にライブ演奏の場に於いては、シンセサイザー単体では音楽の3要素のひとつである「ハーモニー」を奏でる事が出来なかった（例外として、2音演奏が可能な機種が存在した。詳細はモノフォニックシンセサイザー#2音対応機種を参照）。
1970年代の半ばから、和音を奏でる事が出来るシンセサイザーが徐々に発表され始めたが、それ以後も単音楽器のシンセサイザーは存在した。この為、和音を奏でることが出来るシンセサイザーを「ポリフォニックシンセサイザー」と呼び、これと対比する形で、単音しか鳴らせないシンセサイザーをレトロニムとして「モノフォニックシンセサイザー」と呼称するようになった。

## 方式
元来が単音楽器であるシンセサイザーを和声化するに際して、2種類の方式が存在し、各楽器メーカーごとに採用した方式が異なった。

### 全鍵盤発振方式
それぞれの鍵にそれぞれ対応するシンセサイザー音源部を設けた方式。ピアノやオルガンと同様、全ての鍵に対応する音を同時に鳴らす事が可能だが、構造的な問題でシンセサイザーの特徴であるポルタメントに対応する事が出来なかった。したがって実体としては「シンセサイザーの音色を得られる電子キーボード」と考えられる。ポリモーグやコルグのPS3100／PS3300などが発売された。

### キーアサイン方式
モノフォニックシンセサイザーと同様の音源を複数（初期は4～8程度）用意し、複数の制御電圧を同時にコントロール出来るキーボードで演奏して発声させる方式。複数の電圧制御が出来るキーボードが開発されて初めて実現した。この方式を採用したヤマハのGX-1が1975年に、CSシリーズが1977年に発売されている。以後はこちらの方式が主流となり、オーバーハイムの「OB-8/OB-X」やシーケンシャル・サーキットのプロフェット5、国内機種ではローランドの「ジュピター8」や「ジュノー6」、コルグの「POLY-6」などが発売されている。